# Bergnachtorchis
De bergnachtorchis (Platanthera chlorantha, synoniemen: Platanthera montana en Platanthera bifolia subsp. chlorantha) is een orchidee. De soort komt voor in Eurazië. De bergnachtorchis staat op de Nederlandse Rode lijst van planten als zeer zeldzaam en matig afgenomen en wordt in Nederland en België wettelijk beschermd
De bergnachtorchis lijkt veel op de welriekende nachtorchis (Platanthera bifolia) maar verschilt daarvan door de vorm van het helmbindsel, de plaatsing van de helmhokjes en de vorm van de top van de spoor.
De plant wordt 20-50 cm hoog en bloeit van eind mei in het zuiden van Nederland tot begin juli in het noorden. De bladeren zijn lancetvormig, eirond en iets gegolfd. De bloemstengel is kantig met enkele schubachtige bladeren. De vrij lange aar is losbloemig.
Het helmbindsel, het groene deel van de helmknop tussen de beide helmhokjes, is tweemaal zo lang als breed. De helmhokjes staan bovenaan dichter bij elkaar dan onderaan. De spoor is voor de top meestal verbreed.
De bergnachtorchis komt voor op matig vochtige, vrij voedselarme grond in lichte loofbossen en graslanden.
De plant heeft twee knollen, een oude en een jonge, voor de opslag van reservevoedsel.

## Synoniemen
- basioniem: Orchis chlorantha Custer (1827)[1]
  - Platanthera chlorantha (Custer) Rchb. (1829)
  - Habenaria chlorantha (Custer) Bab. (1836), nom. illeg.
  - Gymnadenia chlorantha (Custer) Ambrosi (1854)
  - Platanthera bifolia subsp. chlorantha (Custer) Rouy (1913)
  - Habenaria chloroleuca Ridl. (1885)
- Orchis montana F.W.Schmidt (1793), nom. rej.
  - Platanthera montana (F.W.Schmidt) Rchb.f. (1851)
  - Platanthera chlorantha var. montana (F.W.Schmidt) Nyman (1882)
  - Habenaria montana (F.W.Schmidt) T.Durand & Schinz (1894)
  - Platanthera bifolia var. montana (F.W.Schmidt) Bolzon (1914)
- Platanthera virescens K.Koch (1849)
- Platanthera holmboei H.Lindb. (1942)
  - Platanthera chlorantha subsp. holmboei (H.Lindb.) J.J.Wood (1980)
- Platanthera lesbiaca Devillers-Tersch., Devillers, Dedroog, Baeten & Flausch (2010)

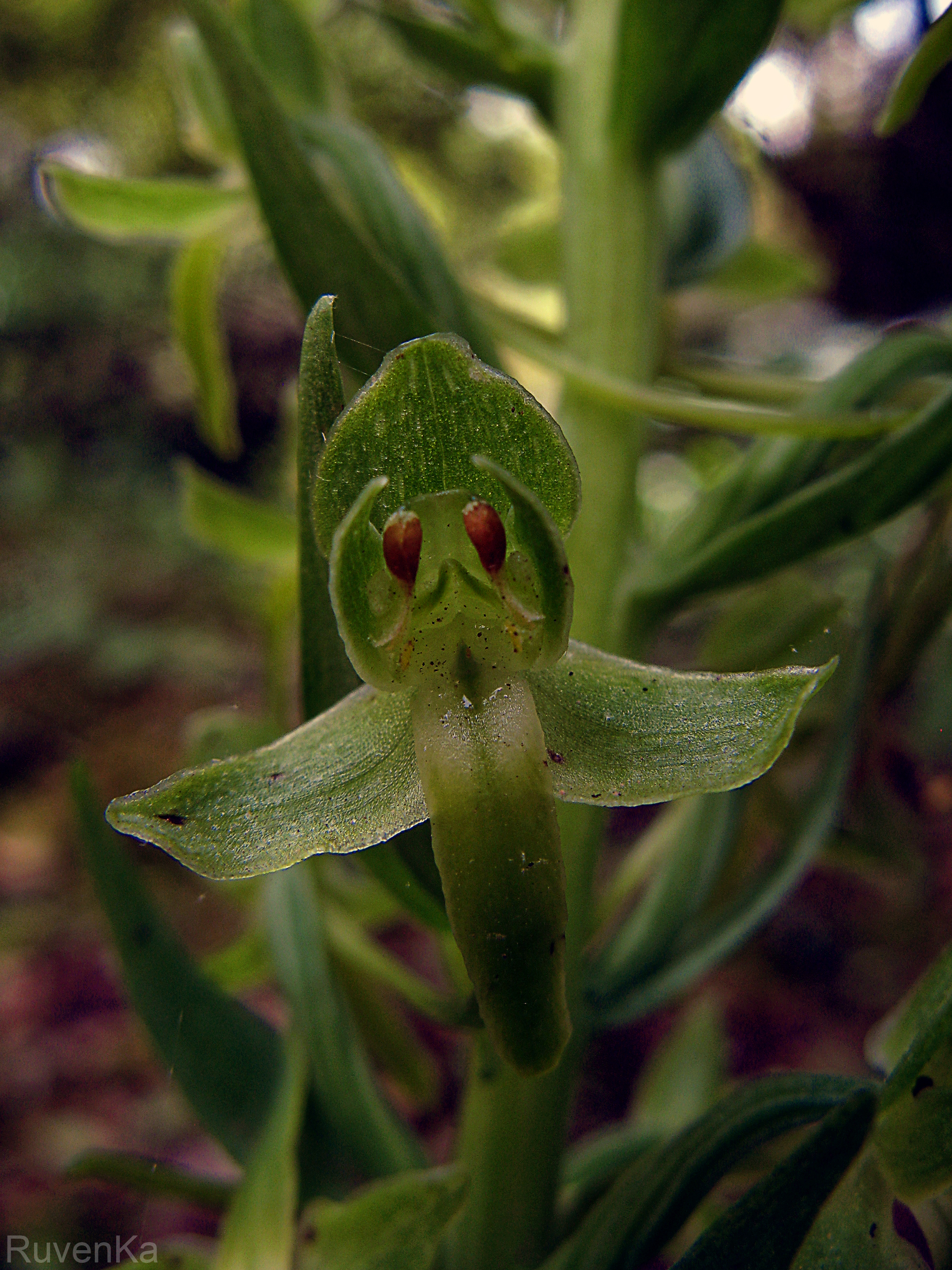
De eerst als aparte soort Platanthera holmboei opgevatte vorm met groene bloemen, hier in Israël